# Ночь в Сен-Клу
«Ночь в Сен-Клу» (норв. «Natt i Saint-Cloud») — картина норвежского художника-экспрессиониста Эдварда Мунка (1863—1944), написанная им в 1890 году.
В 1889 году получил государственную стипендию и снова отправился во Францию, поселившись сначала в Париже, а затем в Сен-Клу, где снял этаж над кафе с прекрасным видом на Сену. Здесь в декабре его настигло известие о смерти отца, нанесшее ему тяжёлый удар.
Написанная в этот период «Ночь в Сен-Клу» изображает сцену в темной комнате Мунка и вид из её окна поздно ночью. У окна мы видим человека, задумавшегося, поддерживающего голову рукой, в то время как он смотрит на реку. Предполагается, что это друг художника, датский поэт Эмануэль Гольдштейн.
В главном герое картины также видят то самого Эдварда, то его недавно умершего отца.
Картина была впервые представлена публике на ежегодной национальной осенней выставке в 1890 году под названием «Ночь». На выставке она была приобретена за 100 крон коллекционером норвежского искусства доктором Фредриком Аренцом. В 1917 году из поместья Аренца её выкупил Национальный музей искусства, архитектуры и дизайна.